# Bodensjöröding
Bodensjöröding (Salvelinus profundus) är en fiskart som först beskrevs av Schillinger, 1901.  Bodensjöröding ingår i släktet Salvelinus och familjen laxfiskar. IUCN kategoriserar arten globalt som utdöd. Inga underarter finns listade.